# 지방도 제358호선
지방도 제358호선은 경기도 김포시 대곶면 초원지리와 고양시 덕양구 관산동을 연결하는 경기도의 지방도이다.
대곶면 초원지리에서 지방도 제356호선과 분기되면서 시작되며 양촌읍, 고양시 일산서구 구산동, 파주시 교하면을 지나 고양시 덕양구 관산동에서 국도 제1호선과 접속한다.

## 연혁
- 2007년 3월 12일 : 노선 신설.[1]
- 2009년 9월 30일 : 장월 나들목 ~ 운정신도시 5.3 km 구간 임시개통[2]

## 주요 경유지
- 김포시
  - 대곶면 초원지리
  - 양촌읍 누산리
- 고양시
  - 일산서구 구산동
- 파주시
  - 교하동 산남동 - 동패동
  - 운정동 야당동
- 고양시
  - 일산동구 성석동 - 문봉동
  - 덕양구 관산동

## 접속하는 노선
- 국도 제39호선
- 국도 제48호선
- 국도 제77호선 (자유로)
- 국가지원지방도 제78호선
- 지방도 제357호선 (제2자유로)
- 지방도 제359호선